# Graziano Mazzarello
Graziano Giorgio Mazzarello (Genova, 23 maggio 1950) è un politico italiano.

## Biografia
Negli anni Novanta è vicepresidente della Regione Liguria e assessore ai trasporti nella giunta presieduta da Giancarlo Mori. 
Alle elezioni politiche del 2001 è il candidato unitario del centrosinistra nel collegio uninominale di Genova Parenzo, ottiene il 61,1% venendo eletto alla Camera dei deputati. 
Alle elezioni politiche del 2006 viene eletto senatore della XV legislatura della Repubblica Italiana nella circoscrizione Liguria per i Democratici di Sinistra; dal 2007 aderisce al Partito Democratico.
Nell'autunno 2016, pur essendo iscritto al PD, prende posizione per il No al Referendum costituzionale sulla riforma Renzi-Boschi.